# Джеймс Томас Мілтон Андерсон
Джеймс Томас Мілтон Андерсон (англ. James Thomas Milton Anderson; *23 липня 1878, Фербанк, Онтаріо †
29 грудня 1946) — адвокат, канадський політичний діяч, 5-й прем'єр провінції Саскачевану від 1929 до 1934.

## Біографія
У 1924 Андерсон очолив Консервативну партію; у 1925 його обрано депутатом до Законодавчої палати провінції Саскачевану.
У провінціних виборах 1929 року Консервативна партія Андерсона опинилася як уряд меншості — та створено коаліційний уряд, у який ввійшли депутати Прогресивно-консервативної партії та безпартійні. У той час, коли Андерсон склав присягу, почалася Велика депресія: загальносвітова потужна економічна криза та посуха 1930-36 років. Андерсон був пов'язаний із організацією Ку-клукс-клан.
У 1934 Андерсон програв у провінціних виборах Джеймсу Ґарфілду Ґардинеру, лідеру Ліберальної партії Саскачевану.